# Trarego Viggiona
Trarego Viggiona – miejscowość i gmina we Włoszech, w regionie Piemont, w prowincji Cusio Ossola. Położona około 130 kilometrów na północny wschód od Turynu i około 15 kilometrów na północ od Verbanii.
Według danych na rok 2004 gminę zamieszkiwało 379 osób, 21,1 os./km².